# 薩摩川内市せんだい宇宙館
薩摩川内市せんだい宇宙館（さつませんだいしせんだいうちゅうかん）は鹿児島県薩摩川内市永利町にある薩摩川内市立の科学展示館および天文台である。

## 概要
エレベーターが各階を結んでおり車いすで望遠鏡のある屋上に上がることが可能。周辺は薩摩川内市営公園・寺山いこいの広場として整備されており、花園・ゴーカートなどの遊具施設やレストランなどがある。また同敷地内に薩摩川内市立少年自然の家があり、青少年宿泊研修施設として宇宙館と共に利用されている。

## 沿革
- 1995年　基本構想策定
- 1996年　設計・地質調査
- 1997年　建設工事・内装備品搬入

## 展示
展示の入り口で、星座の起源とされる古代メソポタミアにちなみ、バビロニアの守護神マルドゥクの画像が施設案内をする。

## 天文台（屋上）
蒲鉾型ドーム（スライディングルーフ）に望遠鏡が収容されており、観察会は開かれた星空の下で実行される。
- メイン望遠鏡
口径50cm、焦点距離6,000mm、口径比F12、カサグレン式
- サブ望遠鏡
口径15cm、焦点距離1,200mm、口径比F8、ED屈折式
- 可動式望遠鏡
口径10cmF8 FL屈折、口径7,5cmF6,7 屈折、20×125双眼鏡
- その他観測機器
Hαプロミネンスフィルター、日立HV-C12-S4高感度ビデオカメラ

## 備考
晴天時は毎夜観察会が行われているほか、星食等天文イベントへのアマチュア天文家への参加勧誘などが常時行われている。せんだい宇宙館のものだけでなくアマチュア天文家の観測成果や撮影画像等がサイト上に掲載されている。
近隣にプラネタリウムも併設されているが、プラネタリウムが設置されているのは宇宙館ではなく少年自然の家であり、プラネタリウムの一般外来者向け利用は年一回の一般公開日などに限定されている。

## 開館時間
10時から21時まで（入館は20時30分まで）

## 休館日
毎週月曜

## 料金
大人500円、小中学生300円（団体利用者及び少年自然の家利用者等には割引がある）

## アクセス

### 交通
- JR鹿児島本線川内駅から車で20分（距離は約8km）
- 駐車場50台